# Orellana de la Sierra
Orellana de la Sierra je španělská obec situovaná v provincii Badajoz (autonomní společenství Extremadura).

## Poloha
Obec je vzdálena 38,2 km od města Villanueva de la Serena, 87,3 km od Méridy a 144 km od města Badajoz. Patří do okresu Vegas Altas a soudního okresu Villanueva de la Serena.

## Historie
V roce 1834 se obec stává součástí soudního okresu Puebla de Alcocer. V roce 1842 čítala obec 149 usedlostí a 596 obyvatel.

## Odkazy

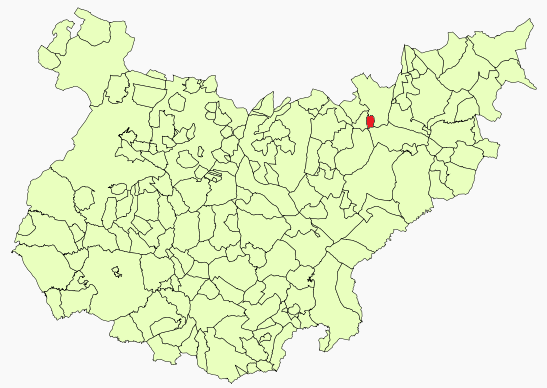
Poloha obce v provincii Badajoz

## Demografie
| Populace Orellany de la Sierra z let (1842–2010) | Populace Orellany de la Sierra z let (1842–2010) | Populace Orellany de la Sierra z let (1842–2010) | Populace Orellany de la Sierra z let (1842–2010) | Populace Orellany de la Sierra z let (1842–2010) | Populace Orellany de la Sierra z let (1842–2010) | Populace Orellany de la Sierra z let (1842–2010) | Populace Orellany de la Sierra z let (1842–2010) | Populace Orellany de la Sierra z let (1842–2010) | Populace Orellany de la Sierra z let (1842–2010) | Populace Orellany de la Sierra z let (1842–2010) | Populace Orellany de la Sierra z let (1842–2010) | Populace Orellany de la Sierra z let (1842–2010) | Populace Orellany de la Sierra z let (1842–2010) | Populace Orellany de la Sierra z let (1842–2010) | Populace Orellany de la Sierra z let (1842–2010) | Populace Orellany de la Sierra z let (1842–2010) | Populace Orellany de la Sierra z let (1842–2010) |
| ------------------------------------------------ | ------------------------------------------------ | ------------------------------------------------ | ------------------------------------------------ | ------------------------------------------------ | ------------------------------------------------ | ------------------------------------------------ | ------------------------------------------------ | ------------------------------------------------ | ------------------------------------------------ | ------------------------------------------------ | ------------------------------------------------ | ------------------------------------------------ | ------------------------------------------------ | ------------------------------------------------ | ------------------------------------------------ | ------------------------------------------------ | ------------------------------------------------ |
| 1842                                             | 1857                                             | 1860                                             | 1877                                             | 1887                                             | 1897                                             | 1900                                             | 1910                                             | 1920                                             | 1930                                             | 1940                                             | 1950                                             | 1960                                             | 1970                                             | 1981                                             | 1991                                             | 2001                                             | 2010                                             |
| 596                                              | 661                                              | 687                                              | 729                                              | 798                                              | 954                                              | 879                                              | 1 086                                            | 1 044                                            | 1 059                                            | 1 294                                            | 1 368                                            | 1 216                                            | 793                                              | 587                                              | 475                                              | 333                                              | 292                                              |